# 佩里戈尔地区圣马塞尔
佩里戈尔地区圣马塞尔（法語：Saint-Marcel-du-Périgord，法語發音：[sɛ̃ maʁsɛl dy peʁiɡɔʁ]）是法国多尔多涅省的一个市镇，位于该省南部，属于贝尔热拉克区。

## 地理
佩里戈尔地区圣马塞尔（44°54'56"N, 0°42'44"E）面积11.46 平方千米，位于法国新阿基坦大区多爾多涅省，该省份为法国西南部内陆省份，大致对应佩里戈尔地区，北起顺时针与夏朗德省、上维埃纳省、科雷兹省、洛特省、洛特-加龙省、吉倫特省和滨海夏朗德省接壤。
与佩里戈尔地区圣马塞尔接壤的市镇（或旧市镇、城区）包括：科斯德克莱朗、卢伊尔河畔利奥拉克、圣费利德维拉代、卢伊尔河-科多河谷村、圣富瓦德隆加、普雷西尼亚克-维克。

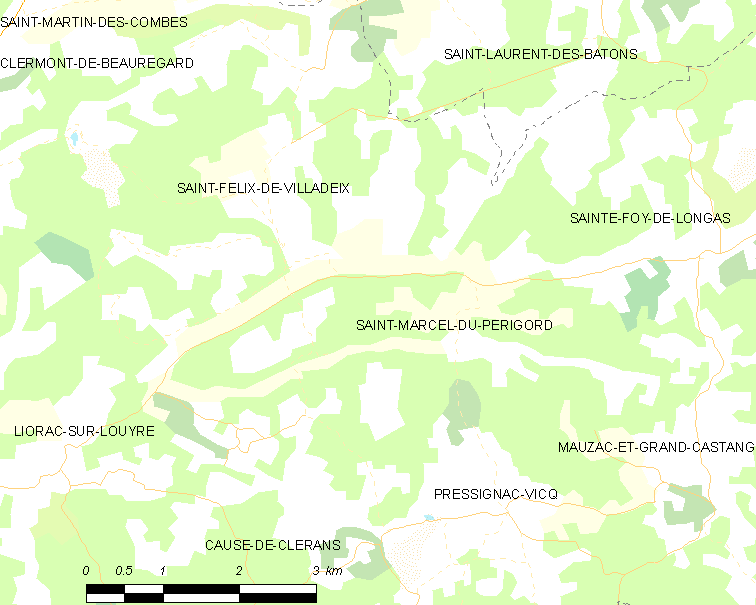
佩里戈尔地区圣马塞尔的OSM定位图

佩里戈尔地区圣马塞尔的时区为UTC+01:00、UTC+02:00（夏令时）。

## 行政
佩里戈尔地区圣马塞尔的邮政编码为24510，INSEE市镇编码为24445。

## 政治
佩里戈尔地区圣马塞尔所属的省级选区为拉兰德县。

## 人口

1962-2008年间佩里戈尔地区圣马塞尔人口变化图示

佩里戈尔地区圣马塞尔于2022年1月1日时的人口数量为138人。